# Valea Beciului
Valea Beciului – wieś w Rumunii, w okręgu Vrancea, w gminie Slobozia Bradului. W 2011 roku liczyła 471
mieszkańców